# 峨眉凤仙花
峨眉凤仙花（学名：Impatiens omeiana）为凤仙花科凤仙花属的植物，是中国的特有植物。分布在中国大陆的四川等地，生长于海拔900米至1,000米的地区，一般生于灌木林下以及林缘，目前已由人工引种栽培。